# Chaetonotus laroides
Chaetonotus laroides är en djurart som tillhör fylumet bukhårsdjur, och som beskrevs av Marcolongo 1910. Chaetonotus laroides ingår i släktet Chaetonotus och familjen Chaetonotidae. Inga underarter finns listade i Catalogue of Life.